# Asbestmine Balangero

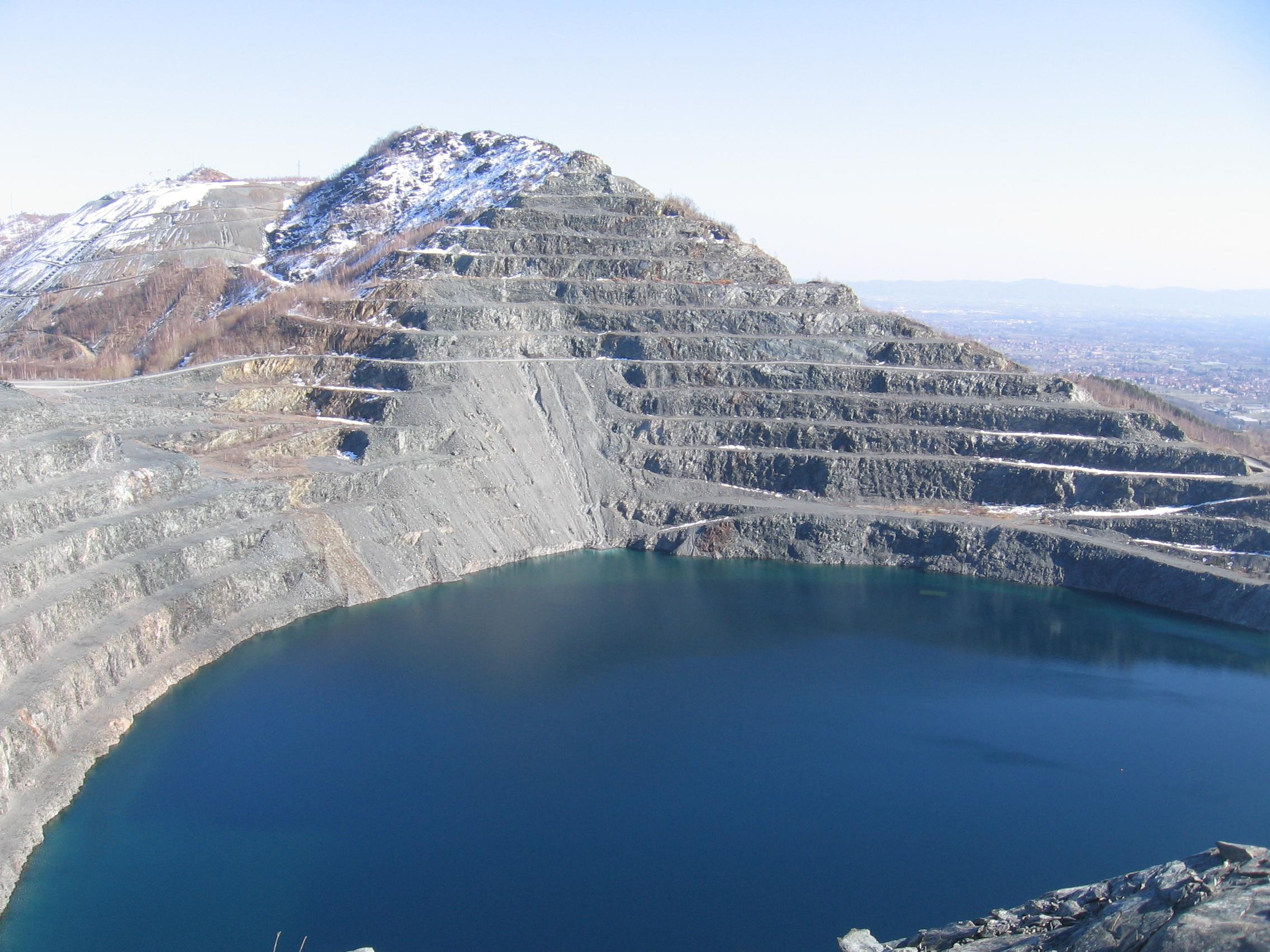
Der ehemalige Tagebau des Bergwerks Balangero mit dem neuen See Lago dell’Amiantifera. Auf dem höchsten Punkt des Berges die San-Vittore-Kapelle.

Die Asbestmine Balangero (italienisch Amiantifera di Balangero und auch Miniera San Vittore, früher Cave di San Vittore) war ein Bergwerk zur Produktion von Asbest (italienisch amianto oder auch asbesto) in der italienischen Provinz Turin. Sie war das größte Asbestbergwerk Europas und gehörte zeitweise zu den drei größten weltweit. Die Werksanlagen standen von 1918 bis 1990 in Betrieb.
Das Werkgelände mit einem großen Tagebau, Transporteinrichtungen, Verarbeitungswerken und Abraumhalden beanspruchte weite Flächen in den Gemeinden Balangero und Corio, die heute zur Metropolitanstadt Turin gehören.
Der Unternehmer und Mineraloge Calisto Cornut aus Vogogna im Eschental, Mitglied der Società Geologica Italiana, der bereits das Asbestvorkommen der Alpe della Rossa im geologisch höchst interessanten Deverotal im Naturpark Alpe Veglia und Alpe Devero ausbeutete, entdeckte im Jahr 1904 die große Lagerstätte am Monte San Vittore im Lanzotal am Alpensüdrand 30 Kilometer nordwestlich von Turin und an der benachbarten Höhe Bric Forcola. Auf dem höchsten Punkt des Berges (891 m. ü. M.) steht eine romanische Sankt Viktorskapelle aus dem 11. Jahrhundert; sie befindet sich mitten im Werksgelände der Grube, die den Namen Miniera San Vittore vom Berg mit der Kapelle erhalten hat.
Seit dem Betriebsende im Jahr 1990 ist im Tagebau der neue See Lago dell’Amiantifera entstanden.

## Geologie
Die beiden früher in der mineralogischen Literatur unterschiedenen Fundorte im Balangero-Corio-Gebiet, San Vittore und Bric Forcola, wurden mit der Zeit vom großen Tagebau erfasst. Während des massiven Abbaus hat man reichhaltige gesteinskundliche Befunde entdeckt. Der zentrale Erzkörper, der zur geologischen Schicht des ultrabasischen Lanzomassivs gehört, besteht gemäß dem Mineralienatlas hauptsächlich aus asbesthaltigen Serpentiniten und Gneis und hat eine Länge von etwa 600 m, eine Breite von etwa 200 m und ist etwa 400 m mächtig. Die Erdgeschichte der Region am Ausgang der Lanzotäler haben vor allem die italienischen Geologen Roberto Compagnoni (* 1939) von der Universität Turin und Stefano Zucchetti (1928–1992) vom Polytechnikum Turin beschrieben.
Man hat beim Abbau am Monte Vittore über die Jahre 100 verschiedene Mineralien nachgewiesen. Zu diesen gehört das nach dem Fundort benannte Asbestsilikat Balangeroit, das um 1977 vom Arbeitsmediziner und Mineraliensammler Enrico Becutti, der Krankheitsbilder bei Bergwerksarbeitern in Balangero untersuchte, entdeckt und anschließend von den Mineralogen 1982 bestimmt und 1983 im American Mineralogist mit der Typenbeschreibung publiziert worden ist. Auch andere sehr seltene Mineralien wie das Wairauit kommen in der San Vittoregrube vor, und daneben zahlreiche häufigere so wie etwa das im Piemont an vielen Stellen gefundene Antigorit und die Serpentinmischung Kerolith.

## Geschichte
Calisto Cornut erhielt eine Abbaukonzession für den Monte San Vittore, doch die Arbeiten an der Grube verzögerten sich. Nach mehreren geologischen Untersuchungen entstand erst im Jahr 1918 mit Unterstützung von Investoren aus Mailand, Turin und Rom sowie durch das Istituto per la Ricostruzione Industriale (I.R.I.), den Banco di Santo Spirito und den Credito Italiano das Unternehmen Società Anonima Cave di San Vittore. In den 1940er Jahren übernahm der italienische Stahlkonzern Finsider. Società Finanziaria Siderurgica S.p.A. (heute Teil von ArcelorMittal Italia) das Werk.
Der Abbau des asbesthaltigen Gesteins begann im Jahr 1918 und dessen Verarbeitung und die Extraktion des Asbests 1921. Die dafür benötigten technischen Anlagen wurden aus Kanada eingeführt. In der Zwischenkriegszeit und erneut nach dem Ende des Zweiten Weltkriegs wurden die Werksanlagen bedeutend erweitert, so dass die Mine eine jährliche Verarbeitungsleistung von 36'000 Tonnen Rohgestein erreichte. Der Abbau erfolgte anfänglich in mehreren begrenzten, tiefen Tagebauten, aus welchen das Rohgestein mit Werkzügen durch Tunnels zu den Verarbeitungshallen geführt wurde. Das Unternehmen lieferte verschiedene Produkte: Asbestfasern, Asbestpulver und Faserzement. Es besaß einen eigenen großen Umschlagplatz beim Bahnhof von Balangero.
1951 verkaufte das I.R.I. seinen Anteil am Bergwerk an die Manifatture Colombo sowie an die Eternit-Werke, und darauf wurde das Bergwerk in Amiantifera di Balangero S.p.A. umfirmiert, während die Società Anonima Cave di San Vittore noch für den Vertrieb des gewonnenen Asbests zuständig war, bis sie 1954 aufgelöst wurde. Die Kapazität des Werks wurde stetig ausgebaut, und der Tagebau erreichte mit der Zeit riesige Dimensionen. Um 1960 gab das Bergwerk die Abbautechnik mit mehreren Gruben auf, weil der unterirdische Abtransport nicht mehr effizient genug war, und legte einen einzigen, großen Tagebau an, dessen Terrassen kontinuierlich erweitert wurden.
1954 berichtet der Journalist Italo Calvino in einer ausführlichen Reportage mit dem Titel La fabbrica nella montagna für die Tageszeitung L’Unità über die schlechten Arbeitsbedingungen im Bergwerk.

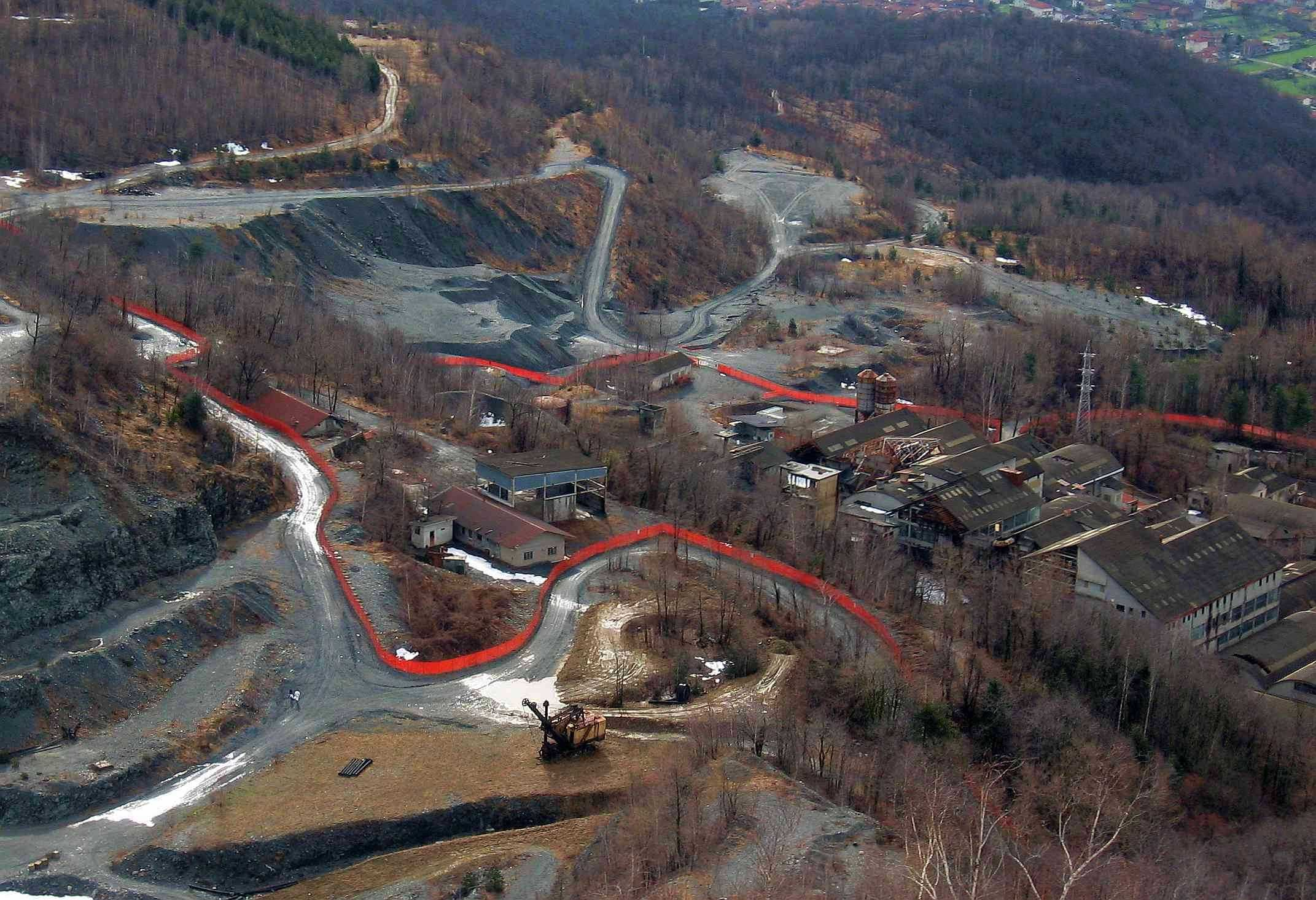
Stillgelegte Verarbeitungsanlagen neben dem Tagebau

In den 1960er Jahren richtete das Unternehmen automatische Verpackungsanlagen ein; damit war die für die Arbeiter gesundheitsgefährdende Tätigkeit mit dem Fasermaterial stark reduziert. Mit neuen Lagersilos konnte die vorher große Verschmutzung der Umgebung mit Asbeststaub begrenzt werden.
1965 übernahm die Amiantifera di Balangero S.p.A. die Aktienmehrheit am Asbestbergwerk Auriol in der Provinz Cuneo.
In den 1980er Jahren verkauften Colombo und Eternit das Bergwerk an die Gebrüder Puccini in Rom. Erkenntnisse über die vom Asbest ausgehende Gefahr für die Gesundheit, Bemühungen in Italien zum Schutz der Angestellten in den Asbestwerken vor der Asbestose, Bestrebungen für einen besseren Umweltschutz und der zunehmende Verzicht auf Asbest im Bauwesen hatten schließlich zur Folge, dass das Bergwerk Balangero 1990 den Konkurs anmelden musste. Im Jahr 1992 trat in Italien das Verbot jeder Anwendung von Asbest in Kraft.
Seit der Stilllegung des Abbaus ist im Tagebau ein großer neuer See entstanden, der durch Niederschläge in der Umgebung langsam an Volumen zunimmt. Der inzwischen rund 15 Hektar große Lago dell’Amiantifera ist ein neues geographisches Element auf der Landkarte des Piemont. Auch die riesige Abraumhalde, die eine Fläche von etwa einem halben Quadratkilometer bedeckt, prägt die Berglandschaft nördlich von Balangero deutlich. Die vom Staat getragene Firma R.S.A. Società per il risanamento e lo sviluppo ambientale dell’ex miniera di amianto di Balangero e Corio hat die Aufgabe, das ehemalige Werksgelände zu sanieren, teilweise zu rekultivieren und als Naturlandschaft und Technikdenkmal zu entwickeln. Der weit verstreute Asbeststaub macht den Aufenthalt in der Umgebung weiterhin riskant.